# Stoenești, Giurgiu
Stoenești là một xã thuộc hạt Giurgiu, România. Dân số thời điểm năm 2002 là 2580 người.